# Das Schloß-Trio
Das Schloß-Trio (Alternativtitel 3 Helden) ist der Titel einer 20-teiligen deutschen Jugendbuch-Serie, die ab 1988 bei Pelikan erschienen ist. Autor war Helmut Rellergerd unter dem Pseudonym Red Geller.
Zeitgleich wurden die ersten zehn Bände als Hörspiele von Europa adaptiert.

## Handlung
Der 16-jährige Randolph Ritter, welcher von seinen Freunden stets Randy genannt wird, lebt mit seinen Eltern in einem Schloß am Rhein. Durch ein Schüleraustauschprogramm zieht Toshikiara aus Japan bei den Ritters ein. Randy erlebt gemeinsam mit Turbo, wie der Japaner bevorzugt genannt wird, verschiedene Abenteuer. Beispielsweise bekommen sie es mit Raubkopierern, Dieben oder Schmugglern zu tun. Unterstützt werden beide stets von Michaela Schröder, kurz Ela.
Der Vater von Randy, Peter Ritter, sowie der Freund der Familie, Alfred, arbeiten für einen deutschen Geheimdienst. Dadurch geraten Randy, Turbo und Ela zusätzlich in verschiedene nationale und internationale Kriminalkonflikte und sind immer engagiert, diese zu lösen.
Den Namen Das Schloß-Trio erhält die Truppe im ersten Band (bzw. im ersten Hörspiel) aufgrund der Tatsache, dass sie zu dritt sind und überwiegend in einem Schloß wohnen.

## Bücher
Im Jahr 1988 erschien der erste Band namens Das japanische Schwert. Bis 1991 erschienen in regelmäßigen Abständen weitere Bücher mit neuen Geschichten des Schloß-Trios.
1. Das japanische Schwert (1988)
2. Falschgeld auf der Geisterbahn (1988)
3. Gefährliche Agentenfracht (1988)
4. Die Mumie aus Kairo (1988)
5. Schreckensnacht im Landschulheim (1988)
6. Der Unheimliche mit der Goldmaske (1988)
7. Der Jenseits-Express (1988)
8. Geheimplan Lemuria (1988)
9. Alarm auf dem Reiterhof (1988)
10. Der Alptraum-Zirkus (1988)
11. Pete und das Gespensterschiff (1989)
12. Jagd nach Peter Ritter (1989)
13. Drei gegen die Mafia (1989)
14. Hauptgewinn: Ein Grab im Rhein (1990)
15. Alarm in den Alpen (1990)
16. Das Rätsel der schweren Tauben (1990)
17. Mister Gänsehaut (1990)
18. Die Geistergondel von Venedig (1990)
19. Hexentanz um Mitternacht (1991)
20. Gift im Tante-Emma-Laden (1991)

Unter dem neuen Titel 3 Helden wurde die Buchserie in den 2000er Jahren neu aufgelegt – dabei wurden allerdings nur die ersten 16 Bände wiederveröffentlicht, zum Teil mit neuen Titeln. Autor Helmut Rellergerd nutzte dafür sein Pseudonym Jason Dark.

## Hörspiele
Die ersten zehn Bände erschienen zwischen 1988 und 1989 als Hörspiel beim Label Europa. Bei den jeweils ca. 40 Minuten langen Hörspielen orientierte man sich an der Buchvorlage.
Unter den diversen Sprechern für die Hörspielreihe konnte man mit Andreas von der Meden in einer Nebenrolle eine sehr bekannte Stimme in Deutschland gewinnen; bis zu seinem Tod 2017 synchronisierte er unter anderem David Hasselhoff, welcher vor allem Ende der 80er Jahre durch seine Fernsehserien Knight Rider und Baywatch außerordentlich populär war.
In dieser Serie hatte außerdem der Student Jan-Friedrich Conrad sein Debüt als Hörspielmusiker. Ab der zweiten Staffel (1989), die mit Folge 4 (Die Mumie aus Kairo) beginnt, bilden seine Musikstücke zum Großteil den Soundtrack der Serie, so auch die Titelmelodie.